# Zastavoslovje
Zastavoslôvje (veksikologíja) je pomožna zgodovinska veda o zastavah; izraz prihaja iz latinske besede vexillum, ki pomeni zastavo ali prapor. Sam izraz je leta 1958 skoval dr. Whitney Smith, avtor mnogih knjig o zastavah.
Zastavoslovje skuša pri oblikovanju zastav uveljaviti naslednja načela, povzeta po Severnoameriški veksikološki zvezi (North American Vexillological Association):
1. Enostavnost: Zastava naj bo, kolikor se da, enostavna.
2. Uporaba pomenljivih simbolov: Barv, slike ali vzorci zastave naj odražajo to, kar simbolizirajo.
3. Uporaba 2–3 osnovnih barv: Število barv naj bo omejeno na tri.
4. Brez uporabe črk ali žigov: Ne uporabljamo pisave ali žiga organizacij.
5. Drugačnost in podobnost: Izogibamo se preveliki podobnosti z drugimi zastavami, razen kadar nakazujemo povezave.